# Władysław Gargul
Władysław Gargul (ur. 18 marca 1883 w Bochni, zm. 24 sierpnia 1946) – polski fotograf, wynalazca, działacz na rzecz zachowania artystycznego charakteru zawodu fotografa, Członek Honorowy Cechu Fotografików w Krakowie.

## Życiorys
Władysław Gargul był synem Józefa, przybyłego do Bochni ze Śląska Cieszyńskiego właściciela zakładu masarskiego oraz Antoniny z Krzemieńskich. W 1897 roku, w wieku 14 lat, rozpoczął praktykę w zakładzie fotograficznym Juliusza Miena (ucznia Walerego Rzewuskiego) w Krakowie, gdzie uzyskał uprawnienia zawodowe. Około 1903 roku podjął się prowadzenia w Bochni filii zakładu fotograficznego Józefa Zacharskiego z Nowego Sącza. Wkrótce stał się jej wspólnikiem, a następnie otworzył własny zakład i atelier w kamienicy przy Rynku, pod ówczesnym numerem 350. Około 1906 roku otworzył filię w Zakopanem (jest wymieniany jako jeden z pierwszych fotografów Tatr), około 1912 roku w Brzesku, miał też (prawdopodobnie od 1914 roku) filię w Wieliczce. Był pionierem produkcji fotograficznych kart pocztowych, otwierając w Bochni Pierwszy Krajowy Zakład do Produkcji Kart Pocztowych Bromosrebrnych. Za wynalazki w tej dziedzinie, między innymi przyrząd do szybkiego wykonywania reprodukcji kart pocztowych, otrzymał na Słowiańskiej Wystawie Fotograficznej w Wieliczce w 1903 roku drugi złoty i drugi srebrny medal.
Przed wybuchem I wojny światowej działał również w Wiedniu, prowadząc zarówno tam, jak i w Galicji akcję na rzecz uznania artystycznego charakteru zawodu fotografa. 20 lipca 1910 roku uzyskał zatwierdzenie przez władze swojego projektu uregulowania statusu zawodu. Około 1912 roku otrzymał honorowy tytuł „c. k. nadwornego fotografa”. W 1914 roku został powołany do armii austriackiej, a prowadzenie zakładu przejęła jego żona, Janina z domu Kądziel, którą poznał jako swoją uczennicę w atelier. W 1918 roku przeniósł się do Wieliczki, pozostawiając żonę jako zarządcę zakładu w Bochni. Na nowym miejscu zajął się przede wszystkim obsługą wycieczek, odwiedzających kopalnię soli, na co uzyskał odpowiednią koncesję Zarządu Salin. Zasłynął jako jeden z najważniejszych fotografów dokumentujących Wieliczkę i jej zabytki, w tym oczywiście wnętrze samej kopalni. Dla usprawnienia pracy korzystał z własnego wynalazku: przyrządu do automatycznego wykonywania masowych kopii odbitek, do ponad 1000 sztuk w ciągu godziny. Pierwsze znane odbitki, wykonane przy jego użyciu, pochodzą z 1919 roku. Władysław Gargul opatentował swój wynalazek i w 1925 roku zaprezentował w Stanach Zjednoczonych, gdzie wzbudził zainteresowanie firmy Eastman Kodak, która odkupiła patent. Innymi jego wynalazkami były: elektryczny aparat do suszenia klisz, elektryczna płuczkarka do odbitek czy elektryczny bęben do suszenia odbitek.
W 1926 roku ponownie wystąpił w obronie zawodu fotografa, gdy Ministerstwo Przemysłu i Handlu planowało jego likwidację jako rzemiosła. W latach 1933–1940 pełnił funkcję prezesa Cechu Fotografików w Krakowie. Nie zaprzestał działalności zawodowej w okresie okupacji. Tam obchodził w 1946 roku jubileusz 50-lecia pracy zawodowej, połączony z nadaniem mu tytułu Członka Honorowego Cechu Fotografików w Krakowie (26 czerwca 1946 roku). Zmarł wkrótce, 24 sierpnia tego roku i został pochowany na cmentarzu w Wieliczce. Prowadzenie zakładu przejęła jego druga żona, Zofia. Fotografie Władysława Gargula znajdują się między innymi w Muzeum Historii Fotografii im. Walerego Rzewuskiego w Krakowie, Muzeum Żup Krakowskich w Wieliczce, Muzeum im. Stanisława Fischera w Bochni.